# Harpactea strinatii
Harpactea strinatii is een spinnensoort in de taxonomische indeling van de celspinnen (Dysderidae).
Het dier behoort tot het geslacht Harpactea. De wetenschappelijke naam van de soort werd voor het eerst geldig gepubliceerd in 1979 door Brignoli.